# Khersīān
Khersīān (persiska: خِرسيّون, خِرسِيون, Khersīyūn, خرسیان) är en ort i Iran.   Den ligger i provinsen Lorestan, i den centrala delen av landet, 300 km sydväst om huvudstaden Teheran. Khersīān ligger 2 009 meter över havet och antalet invånare är 133.
Terrängen runt Khersīān är huvudsakligen kuperad. Khersīān ligger nere i en dal.Runt Khersīān är det glesbefolkat, med 14 invånare per kvadratkilometer. Närmaste större samhälle är Khāk Beh Tīyeh, 1,1 km norr om Khersīān. Trakten runt Khersīān består i huvudsak av gräsmarker.